# Anolis subocularis
Anolis subocularis (тихоокеанський аноліс) — вид ігуаноподібних ящірок родини анолісових (Dactyloidae). Ендемік Мексики.

## Поширення і екологія
Тихоокеанські аноліси мешкають на тихоокеанських схилах Південної Сьєрра-Мадре в штаті Герреро та на південному заході Оахаки.